# 宗夬
宗夬（そう かい、456年 - 504年）は、南朝宋から梁にかけての政治家・軍人。字は明揚。本貫は南陽郡涅陽県。

## 経歴
西中郎諮議参軍の宗繁（宗炳の子）の子として生まれた。若くして学問にいそしみ、弱冠にして郢州の秀才に挙げられて、臨川王常侍・驃騎行参軍をつとめた。斉の竟陵王蕭子良が西邸に学士を集めると、宗夬もこれに参加した。永明年間、北魏との和親のため、尚書殿中郎の任昉とともに北魏の使者の接待にあたった。
南郡王蕭長懋の下で管書記をつとめた。永明11年（493年）、文恵太子蕭長懋が死去すると、その子の蕭昭業が皇太孫となったため、宗夬はそのまま管書記となった。蕭昭業が即位すると失政が多かったため、宗夬は自ら申し出て秣陵県令に降格し、尚書都官郎に転じた。隆昌元年（494年）7月、蕭昭業が殺害されると、その寵遇を受けた者たちの多くは禍難に遭ったが、宗夬と傅昭のみが免れた。
建武元年（494年）10月、明帝が即位すると、宗夬は郢州治中となった。永元元年（499年）、南康王蕭宝融が荊州刺史となると、宗夬は召されて別駕となった。永元2年（500年）、蕭衍が起兵すると、別駕のまま西中郎諮議参軍に転じた。蕭衍の軍が雍州を発つと、宗夬は蕭穎冑の指示で楊口から出て、蕭衍に面会して戦略を相談し、軍資の護送にあたった。中興元年（501年）、御史中丞に転じたが、父が死去したため職を辞した。冠軍将軍・衛軍長史として再び起用された。天監元年（502年）、冠軍将軍のまま征虜長史・東海郡太守に転じた。天監2年（503年）、太子右衛率として召された。この年の冬、五兵尚書に転じた。
天監3年（504年）、死去した。享年は49。
子の宗曜卿が後を嗣いだ。

## 伝記資料
- 『梁書』巻19 列伝第13
- 『南史』巻37 列伝第27